# 神は銃弾
『神は銃弾』（かみはじゅうだん、原題：God Is a Bullet）は、2023年制作のアメリカ合衆国のアクション・スリラー映画。
「このミステリーがすごい!」2002年版海外編で第1位となったボストン・テラン原作のベストセラー『神は銃弾』（1999年発表）をニック・カサヴェテス監督で映画化。R15+指定。

## あらすじ
刑事のボブ・ハイタワーは、元妻とその夫がカルト集団「左手の小径」に惨殺され、愛娘のギャビがさらわれたことを知る。
ボブはかつてカルトに誘拐されながらも生還を果たした女性ケースの協力を得ながら、ギャビを奪還しようとする。

## キャスト
※括弧内は日本語吹替。
- ボブ・ハイタワー：ニコライ・コスター＝ワルドー（咲野俊介）
- ケース・ハーディン：マイカ・モンロー（弘松芹香）
- サイラス：カール・グルスマン（丹羽正人）
- モーリーン・ベーコン：ジャニュアリー・ジョーンズ（野首南帆子）
- ジョン・リー・ベーコン：ポール・ヨハンセン（平林剛）
- アーサー・ナシ：デヴィッド・ソーントン
- ガター：イーサン・サプリー
- エロール・グレイ：ジョナサン・タッカー
- グラニー・ボーイ：ブレンダン・セクストン3世（片山公輔）
- ウッド：ギャレット・ウェアリング（下村芳範）
- フェリーマン：ジェイミー・フォックス（江川央生）